# أنتوني كوك
أنتوني كوك (بالإنجليزية: Antony Cooke)‏ (و. 1948 – م) هو عالم فلك، وملحن، وعازف كمان جهير من الولايات المتحدة الأمريكية .

## التعليم
تعلم في الأكاديمية الملكية للموسيقى، والكلية الملكية للموسيقى ‏

## مناصب وهيئات
أدار جامعة كاليفورنيا، لوس أنجلوس، وجامعة نورث وسترن.